# Klasterowy ból głowy
Klasterowy ból głowy (ang. cluster headache, łac. cephalea Hortoni) zwany dawniej bólem głowy Hortona – rodzaj pierwotnego bólu głowy, który występuje znacznie rzadziej niż migrena lub bóle głowy typu napięciowego, jednak dokładna częstość jego występowania nie jest znana. Wydaje się, że w wielu przypadkach pozostaje nierozpoznany. 
Często bywa mylony z migreną czy nerwobólem. Nazwa pochodzi od angielskiego słowa cluster, które oznacza m.in. zgrupowanie, skupisko. Stąd charakterystyczne w tym rodzaju bólu głowy jest to, że napady występują okresowo. Okresy te zwane rzutami lub klasterami pojawiają się w różnych odstępach czasu (najczęściej 1-2 rocznie) i trwają z różną długością, zwykle 4-16 tygodni, a średnio 8 tygodni. Napady zwykle powracają o tej samej porze roku oraz o tej samej porze dnia. Długość napadów bólu jest różna. Bardzo silny ból, który zlokalizowany jest zwykle po jednej stronie w okolicy oczodołu może trwać od kilku, kilkunastu minut do trzech godzin. W ciągu doby (częściej w nocy) może wystąpić do 8 napadów. Na ogół ból określany jest jako świdrujący, kłujący, palący czy żrący. Niekiedy może on promieniować do szczęki, karku lub ramienia. Mogą mu towarzyszyć dodatkowe objawy, które mają pochodzenie wegetatywne, takie jak: łzawienie i zaczerwienienie spojówek, pocenie twarzy, wyciek i uczucie zatkania nosa, opadanie powieki i zwężenie źrenicy po stronie występowania bólu (zespół Hornera). W czasie bólu chorzy zazwyczaj są niespokojni i bywają pobudzeni ruchowo. Klasterowe bóle głowy mogą wystąpić w każdym wieku, nawet u małych dzieci, jednak najczęściej rozpoczynają się około 20.-30. roku życia. Kilkakrotnie częściej dotyczą mężczyzn. Przyczyna nie jest do końca wyjaśniona. Leczenie powinno być zawsze prowadzone przez lekarza specjalistę.

## Kryteria rozpoznawcze klasterowego bólu głowy
- stwierdzenie co najmniej 5 napadów bólu, o cechach podanych poniżej
- silny, jednostronny oczodołowy, nadoczodołowy lub skroniowy ból, który bez leczenia, trwa od 15 do 180 minut i który występuje rzutami
- występowanie przynajmniej jednego z objawów:
  - przekrwienie spojówki oka lub łzawienie
  - zatkanie lub wyciek z przewodu nosowego
  - wzmożona potliwość czoła lub twarzy
  - zwężenie szpary powiekowej lub źrenicy po stronie bólu
  - obrzęk powieki
  - uczucie niepokoju lub pobudzenia
- napady występują od jednego co drugi dzień do ośmiu dziennie
- brak innych objawów i dolegliwości

## Leczenie

### Leczenie napadu
W napadzie bólu podaje się:
- do oddychania czysty tlen (przepływ 5-15 l/min przez 15-20 minut)
- tryptany
  - np. sumatryptan 6mg w iniekcji podskórnej, w celu przerwania napadu (maksymalnie 12 mg na dobę)
  - tryptany w postaci tabletek (szybko rozpuszczających się)
  - tryptany w postaci sprayu donosowego np. zolmitryptan 5 mg lub sumatryptan 20 mg
- stosuje się też u części chorych glikokortykosterydy i ergotaminę

### Leczenie przewlekłe
- w leczeniu przewlekłym stosuje się najczęściej werapamil 240-960 mg na dobę (konieczna jest kontrola EKG w trakcie leczenia)